# Tatorinia bilinea
Tatorinia bilinea là một loài bướm đêm trong họ Noctuidae.